# Dòlar salomonès
El dòlar de Salomó (en anglès Solomon Islands dollar o, simplement, dollar) és la moneda oficial de Salomó. Normalment s'abreuja $, o SI$ per diferenciar-lo del dòlar dels Estats Units i d'altres tipus de dòlars. El codi ISO 4217 és SBD. Se subdivideix en 100 cents o cèntims.
Es va adoptar el 1975 arran de la independència de l'arxipèlag, en substitució del dòlar australià (AUD) en termes paritaris (1 SBD = 1 AUD). En els 30 anys d'existència per separat, i especialment durant la guerra civil dels anys 2000-2003, el dòlar de Salomó ha patit una forta devaluació i actualment equival a uns 20 cèntims de dòlar australià.
Emès pel Banc Central de Salomó (Central Bank of Solomon Islands), en circulen monedes d'1, 2, 5, 10, 20 i 50 cèntims i d'1 dòlar (les d'1 i 2 cèntims s'utilitzen rarament), i bitllets de 2, 5, 10, 20, 50 i 100 dòlars.

## Taxes de canvi
- 1 EUR = 9,13807 SBD (29 de juny del 2006)
- 1 USD = 7,28597 SBD (29 de juny del 2006)